# الراقصة والشيطان (فلم)
الراقصة والشيطان فيلم دراما مصري للمخرج محمود حنفي  في ظهوره الأول والأخير في الإخراج السينمائي عام 1992، كتب القصة منى حجازي  وكتب السيناريو والحوار صموئيل توفيق  وأحمد أبو سريع. الفيلم من بطولة نجوى فؤاد، حاتم ذو الفقار، أحمد راتب، أشرف عبد الباقي، ناهد رشدي، وسمير حسني  وتدور الأحداث حول الراقصة «نرجس» التي ترفض الزواج من «المعلم سالم» صاحب المقهى البلدي لاتجاره بالمخدرات بينما ترقص في الأفراح على غناء الطالب عاشق الموسيقى «أحمد» الذي هجر قريته ورفض الالتحاق بكلية الطب حسب رغبة والده.
صدر الفيلم إلى دور العرض المصرية في 18 مايو 1992.
منح موقع قاعدة بيانات الأفلام العربية «السينما.كوم» الفيلم درجة 4.3/ 10.

## طاقم التمثيل
نجوى فؤاد: في دور الراقصة نرجس
حاتم ذو الفقار: في دور المعلم سالم (تاجر المخدرات وصاحب المقهى البلدي)
حلمي عبد الباقي: في دور أحمد حلمي/ سامي
سمير حسني: في دور الدكتور شريف (ابن عم أحمد حلمي)
أشرف عبد الباقي: في دور عصام (طالب بكلية الحقوق ومغني في الحفلات)
أحمد راتب: في دور حمودة (مساعد المعلم سالم في تجارة المخدرات)
أمل إبراهيم: في دور سمسمة (زميلة عادل في فرقة العوالم)
أحمد أبو عبية: في دور حلمي (والد أحمد)
ناهد رشدي: في دور مها حاتم (ابنة الموسيقار حاتم وحبيبة أحمد)
أحمد خميس: في دور حاتم ثروت (الموسيقار الكبير)
عادل خلف: في دور سعيد (لاعب في فرقة موسيقى الراقصة نرجس)
جلال عثمان: في دور رئيس منظمة تجارة المخدرات
بالاشتراك مع: لبنى ونس – منى أبو النجا – إبراهيم الأبيض – سميحة محمد – أحمد عادل – رفعت فريد – إبراهيم الزيني – عبد اللطيف الشيتي – صالح سليمان 

## موسيقى وأغاني الفيلم
صلاح عرام: الألحان والموسيقى التصويرية
الغناء: حلمي عبد الباقي
الأغاني: صح كده – عجباني – أنا اللي مشيت – ياما قالوا الصبر طيب (موال) 

## أحداث الفيلم
يتاجر المعلم سالم (حاتم ذو الفقار) في المخدرات ويمتلك مقهى بلدي في حي باب الشعرية، وهو متيم بحب الراقصة نرجس (نجوى فؤاد) ويطلبها للزواج ولكنها ترفض لاعتراضها على تجارته بالمخدرات. ينصحه مساعده حمودة (أحمد راتب) بإفتتاح ملهى ليلي تشارك فيه نرجس بالرقص، لعل عملهم المشترك يقرب بين قلوبهم. ويفتتح المعلم سالم نجح الملهى الليلي لحبيبته نرجس التي يصاحبها بالغناء طالب كلية الحقوق عصام (أشرف عبد الباقي) الذي يترك دراسته ويتفرغ للغناء في الافراح، ويحب زميلته بالفرقة سمسمة (أمل إبراهيم). ينجح الطالب أحمد حلمي (حلمي عبد الباقي)، العاشق للموسيقى والغناء، في الثانوية ويتمنى والده، حلمي (أحمد أبو عبية)، التحاقه بكلية الطب، ولا مانع لديه في ممارسته الغناء والموسيقى كهواية. ينصح حلمي ابنه بالسكنى مع ابن عمه الدكتور شريف (سمير حسني) والابتعاد عن ابن خالته عصام الذي يعمل مع العوالم، ولكن أحمد يخالف تعليمات والده ويقيم مع عصام الذي يقاربه في السن. يذهب أحمد لتقديم أوراقه للالتحاق بكلية الطب، حيث يشاهد زميلته مها (ناهد رشدي) ووالدها حاتم ثروت (أحمد خميس) الموسيقار الكبير، ولم يدرى أحمد، هل انجذب نحو مها الجميلة، ام لوالدها الملحن المشهور، كما يكتشف ان ابن عمه شريف على علاقة بالموسيقار حاتم وابنته مها. تنجذب مها نحو زميلها أحمد، الذي يستمع له الموسيقار ويعجب به ويقترح عليه ترك الطب والالتحاق بمعهد الموسيقى، وهو الأمر الذي يعارضه الدكتور شريف، وكذلك حلمي. يخالف أحمد الجميع ويترك الطب ويعمل بالملهى الليلي مع نرجس التي تشعر بتقارب له، التي كانت منجذبة لأحمد الذي كان يشبه شقيقها سامي (حلمي عبد الباقي)، طالب بكلية الشرطة، الذي مات في حادث سيارة، ويصبح تقارب نرجس من أحمد سببا في عداء المعلم سالم لأحمد. يحاول حمودة، مساعد المعلم سالم، أن ينفرد بتجارة المخدرات ويعمل لحسابه، ويدرك سالم ما يحدث من مساعدة فيقوم بإبلاغ الشرطة ليقبض عليه متلبسا، ولكن يظهر منافس آخر لسالم، وهو رئيس منظمة تجارة المخدرات التابع لها سالم. يصاب أحمد بصدمة عندما يتقدم شريف لخطبة مها، ولكن الموسيقار حاتم لا يوافق ويخبر شريف انها تحب أحمد، ويذهب الموسيقار إلى القرية ويلتقي بالحاج حلمي ليكتشف أنه ابن عمه وقد لفظته العائلة عندما ترك الهندسة ومارس الموسيقى، وغير اسمه من محمد إلى حاتم، ويحرز نجاحا كبيرا. يبلغ الموسيقار حاتم ابن عمه أن أحمد سوف يتزوج ابنته خريجة الطب، فيرحب الحاج حلمي بهذا الزواج، بينما يوافق المعلم سالم على ترك تجارة المخدرات من أجل الزواج من نرجس، ولكن يوم الزفاف تقوم المنظمة باغتيال المعلم سالم.

## وصلات خارجية
- مقالات تستعمل روابط فنية بلا صلة مع ويكي بيانات
- الراقصة والشيطان على موقع الدهليز
- الراقصة والشيطان على موقع كاروهات